# Dragon Head (film)
Pour les articles homonymes, voir Dragon Head.
Pour plus de détails, voir Fiche technique et Distribution.
Dragon Head (ドラゴンヘッド, Doragon heddo) est un film japonais réalisé par Jōji Iida, sorti en 2003, et adapté du manga Dragon Head.

## Synopsis
Teru, Ako et Nobuo sont les seuls survivants de l'accident du train, qui les ramenait de voyage scolaire. Prisonniers dans un tunnel bouché aux deux extrémités, ils doivent s'organiser pour survivre dans l'obscurité et la chaleur. Mais Nobuo commence à voir un monstre de ténèbres qui lui fait perdre la raison. Teru et Ako cherchent donc à lui échapper tandis que le tunnel menace de s'effondrer entièrement. Ils y parviennent, pour se retrouver dans un extérieur complètement détruit, à l'air rempli de cendres, où le peu de survivants semblent aussi avoir perdu la raison. Ils décident de se diriger vers Tokyo.

## Fiche technique
- Titre : Dragon Head
- Titre original : Doragon heddo (ドラゴンヘッド?)
- Réalisation : Jōji Iida
- Scénario : Masamuru Nakamura, Hiroshi Saitō et Jōji Iida, d'après le manga de Mochizuki Minetaro
- Production : Takashi Hirano
- Musique : Yoshihiro Ike
- Photographie : Junichirō Hayashi
- Montage : Masahiro Onaga
- Pays d'origine :  Japon
- Format : Couleurs - 1,85:1 - Dolby Digital - 35 mm
- Genre : Drame et science-fiction
- Durée : 122 minutes
- Date de sortie : 30 août 2003 ( Japon)

## Distribution
- Satoshi Tsumabuki : Teru Aoki
- Sayaka : Ako Seto
- Takayuki Yamada : Nobuo Takahashi
- Yoshimasa Kondo : Iwata
- Kyusaku Shimada : Minila
- Minori Terada : Andou
- Isao Yatsu :  Fukushima

## Distinctions
- Nomination au prix du meilleur film, lors du Festival international du film de Catalogne en 2003.
- Prix du meilleur acteur pour Satoshi Tsumabuki, lors des Kinema Junpo Awards en 2004.